# Delmängd

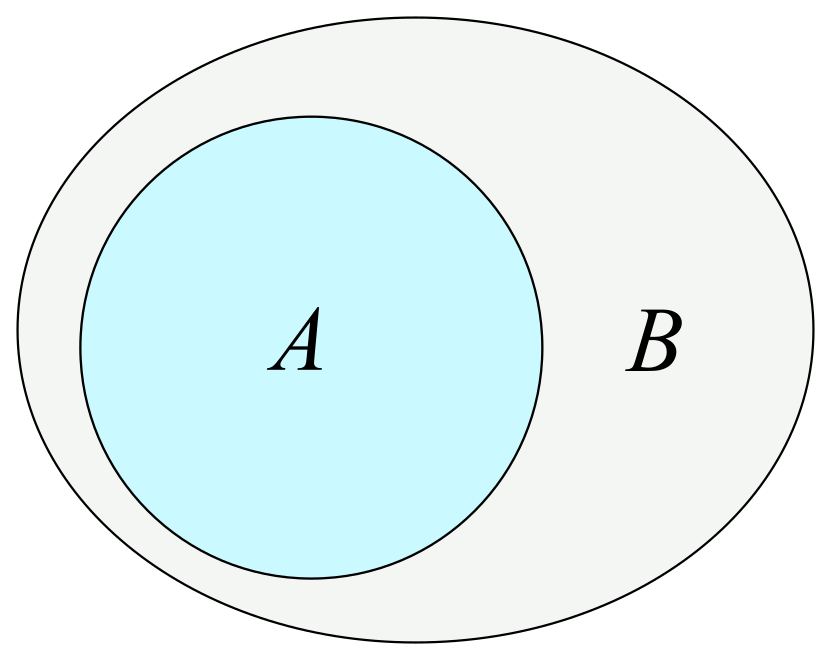
A är en äkta delmängd av B (B innehåller element som inte förekommer i A) och B är därmed en äkta övermängd till A

Inom mängdteorin är en mängd A en delmängd av en mängd B om alla element som ingår i A även ingår i B. Detta skrivs A ⊆ B.  Varje mängd är en delmängd av sig själv och den tomma mängden ∅ är en delmängd av alla mängder. Om A ⊆ B och B ⊆ A så följer A = B. Formellt definieras en delmängd som
{\displaystyle A\subseteq B\iff \forall x(x\in A\implies x\in B).}
En delmängd uppfyller det formella sambandet
{\displaystyle A\subseteq B\iff A\cap B=A.}
En äkta delmängd A till en mängd B är en delmängd till B som inte är lika med B, det vill säga B innehåller element som inte finns i A. Ingen mängd är en äkta delmängd till sig själv och den tomma mängden är en äkta delmängd till alla icke-tomma mängder.
Om A är en delmängd till B sägs B vara en övermängd till A, vilket betecknas {\displaystyle B\supseteq A} (A är en äkta delmängd av B om och endast om B är en äkta övermängd till A).

## Exempel
- Mängden av alla naturliga tal är en delmängd av mängden av alla heltal
- Mängden av alla hästar är en delmängd av mängden av alla däggdjur
- Mängden A = {1, 2} är en äkta delmängd av B = {1, 2, 3}, således är både A ⊆ B och A ⊊ B sanna
- Mängden D = {1, 2, 3} är en delmängd av E = {1, 2, 3}, således är D ⊆ E sann och D ⊊ E är falsk
- Varje mängd är delmängd av sig själv men inte en äkta delmängd. (X ⊆ X sann och X ⊊ X är falsk för varje mängd X)